# Paepalanthus perpusillus
Paepalanthus perpusillus är en gräsväxtart som beskrevs av Carl Sigismund Kunth. Paepalanthus perpusillus ingår i släktet Paepalanthus och familjen Eriocaulaceae. Inga underarter finns listade i Catalogue of Life.